# Bäcksångare
Bäcksångare (Phylloscopus magnirostris) är en asiatisk fågel i familjen lövsångare inom ordningen tättingar. Den häckar i bergsskogar intill vattendrag i Himalaya och södra Kina. Vintertid flyttar den till Indien och Burma, men har setts så långt västerut som Förenade Arabemiraten. Beståndet anses vara livskraftigt.

## Utseende
Bäcksångare är en relativt stor lövsångare med en kroppslängd på 13 centimeter. Näbben är kraftig och mörk. I ansiktet syns ett mycket markant gulvitt ögonbrynsstreck och ett brett mörkt ögonstreck. På vingen syns ett dubbelt vingband. 

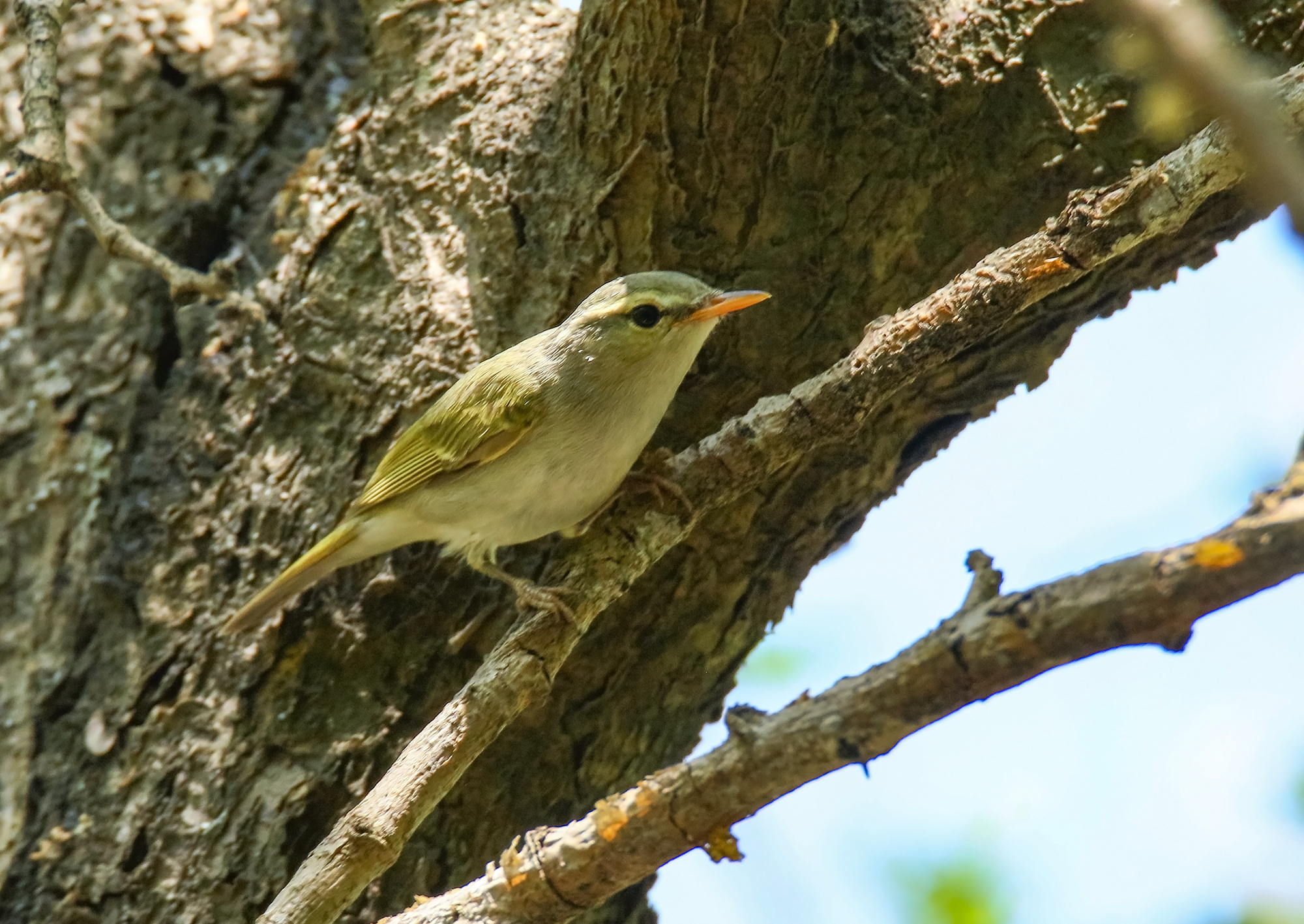

## Läte
Fågelns sång är mycket distinkt, en kort, klar och högljudd ramsa med fem fallande toner: ti-ty-ty-tu-tu. Lätet är tvåstavigt dir-tee eller pe-pi, där första tonen är en halv oktav högre än den andra.

## Utbredning och systematik
Fågeln häckar från Kashmir till södra Tibet och södra Kina och övervintrar i Indien och Myanmar. Den har även påträffats tillfälligt i Förenade arabemiraten, i oktober 2014. Arten behandlas som monotypisk, det vill säga att den inte delas in i några underarter.

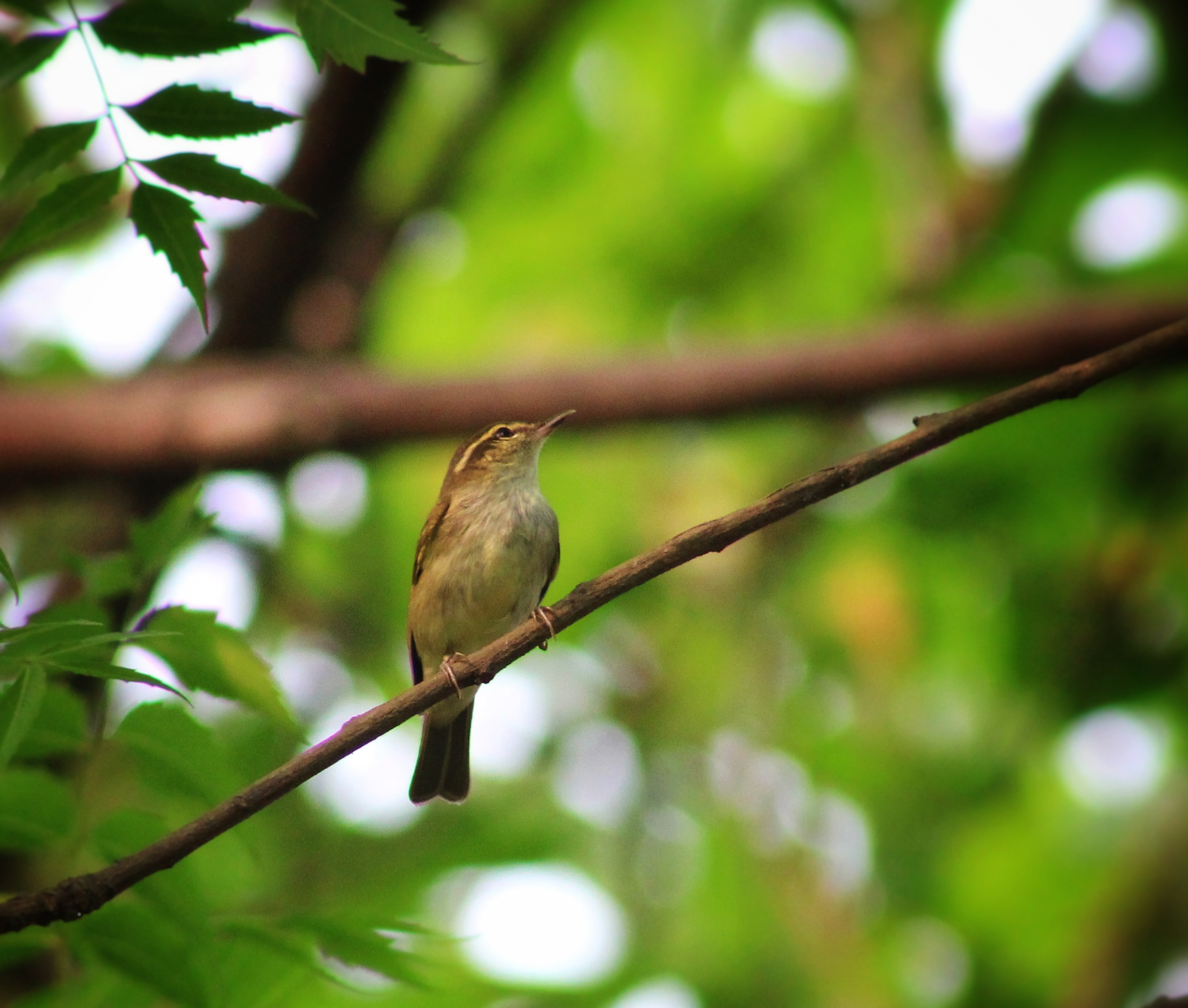
Bäcksångare fotograferad i Kolkata, Indien under vintern.

### Släktskap och släktestillhörighet
DNA-studier visar att släktet Phylloscopus är parafyletiskt gentemot Seicercus. Dels är ett stort antal Phylloscopus-arter närmare släkt med Seicercus-arterna än med andra Phylloscopus (däribland grovnäbbad sångare), dels är inte heller arterna i Seicercus varandras närmaste släktingar. Olika taxonomiska auktoriteter har löst detta på olika sätt. De flesta expanderar numera Phylloscopus till att omfatta hela familjen lövsångare, vilket är den hållning som följs här. Andra flyttar bland andra bäcksångare till ett expanderat Seicercus.
Bäcksångare är allra närmast släkt med artparet drillsångare (P. tenellipes) och sachalinsångare (P. borealoides), på lite längre avstånd de tre nordsångararterna.

### Familjetillhörighet
Lövsångarna behandlades tidigare som en del av den stora familjen sångare (Sylviidae). Genetiska studier har dock visat att sångarna inte är varandras närmaste släktingar. Istället är de en del av en klad som även omfattar timalior, lärkor, bulbyler, stjärtmesar och svalor. Idag delas därför Sylviidae upp i ett antal familjer, däribland Phylloscopidae. Lövsångarnas närmaste släktingar är familjerna cettior (Cettiidae), stjärtmesar (Aegithalidae) samt den nyligen urskilda afrikanska familjen hylior (Hyliidae).

## Levnadssätt
Bäcksångare häckar i skogar utmed bergsbelägna floder och forsar, på mellan 1800 och 3700 meters höjd Den lever huvudsakligen av små insekter och larver som den födosöker efter högt upp i trädkronorna och utmed grenar. Arten häckar från maj till augusti/september och tros kunna lägga två kullar.

## Status och hot
Arten har ett stort utbredningsområde och en stor population med stabil utveckling och tros inte vara utsatt för något substantiellt hot. Utifrån dessa kriterier kategoriserar internationella naturvårdsunionen IUCN arten som livskraftig (LC). Världspopulationen har inte uppskattats men den beskrivs som ganska vanlig under häckningstid i norra Indien, Nepal och Bhutan, fåtalig och lokalt förekommande i Pakistan, ovanlig i centrala Myanmar och norra Kina samt mycket vanlig i Sri Lanka.

## Namn
Bäcksångarens vetenskapliga artnamn magnirostris betyder just "stornäbbad". Arten kallades tidigare grovnäbbad sångare men blev tilldelat ett nytt officiellt namn av Birdlife Sveriges taxonomikommitté eftersom namnet är missvisande (arten inte har en särskilt grov näbb sett till sångare i stort).